# Swaziacris
Swaziacris is een geslacht van rechtvleugeligen uit de familie Lentulidae. De wetenschappelijke naam van dit geslacht is voor het eerst geldig gepubliceerd in 1953 door Dirsh.

## Soorten
Het geslacht Swaziacris omvat de volgende soorten:
- Swaziacris burtti Dirsh, 1953
- Swaziacris fastigiata Brown, 1962